# 2019 en rugby à XIII
| Années du rugby à XIII : 2016 - 2017 - 2018 - 2019 - 2020 - 2021 - 2022    |
| Décennies du rugby à XIII : 1980 - 1990 - 2000 - 2010 - 2020 - 2030 - 2040 |

Les faits marquants de l'année 2019 en rugby à XIII

## Principales compétitions
- Championnat de France
- Coupe de France
- National Rugby League
- State of Origin
- Super League
- Coupe d'Angleterre
- Championship

## Événements

### Janvier
- 6 janvier 2019 : Sixième journée du Championnat de France — Limoux est en tête du Championnat devant Lézignan, Carcassonne et Saint-Estève XIII catalan.
- 13 janvier 2019 : Résultats des seizièmes-de-finale de la Coupe de France 2019. Tous les clubs d'Élite 1 se sont qualifiés à l'exception d'Avignon.
- 18 janvier 2019 : Rencontre de préparation des Dragons catalans contre une sélection des meilleurs joueurs du Championnat de France de rugby à XIII au Stade Gilbert-Brutus à Perpignan.
- 25 janvier 2019 : Rencontre de préparation des Dragons catalans contre le Toulouse olympique XIII au Stade Gilbert-Brutus à Perpignan.
- 31 janvier 2019 : Coup d'envoi de la Super League 2019 avec une opposition entre St Helens et les Warriors de Wigan.

### Mars
- 14 mars 2019 : Coup d'envoi de la National Rugby League 2019 avec une opposition entre le Storm de Melbourne et les Broncos de Brisbane.

## Principaux décès
- 11 mai : décès à 86 ans de Camille Combeau, joueur de rugby à XIII international français;
- 30 mai : décès à 74 ans de Pierre Plô, joueur de rugby à XIII international français;